# Єф ван де Віле
Фредегардус Якобус Йозефус «Єф» ван де Віле (нім. Fredegardus Jacobus Josephus «Jef» Van de Wiele; 20 липня 1903, Брюгге — 4 вересня 1979, Брюгге) — фламандський націоналіст пронацистського напрямку, штурмбанфюрер СС.

## Біографія
Син мера Дерне. Під час навчання в університеті почав писали романи. В 1936 році здобув ступінь доктора філософії і філології і став викладачем. В тому ж році приєднався до фламандських націоналістів і заснував Німецько-фламандське робітниче товариство (De Vlag), яке відкололось від Фламандського національного союзу. Ван де Віле був палким прихильником «Великогерманської імперії», частиною якої мала стати Фландрія. З початком Другої світової війни бельгійський уряд тимчасово призупинив діяльність De Vlag. Після Бельгійської кампанії товариство відновило свою діяльність і співпрацювало з німецькою адміністрацією. З початком німецько-радянської війни разом із багатьма членами De Vlag вступив у війська СС. В серпні 1944 року, коли союзники вступили в Бельгію, втік в Німеччину і сформував Фламандське земельне керівництво — «уряд у вигнанні райхсгау Фландрія». Після війни пішов у підпілля в Німеччині. В грудні 1945 року бельгійський суд заочно засудив його до страти. В травні 1946 року заарештований і переданий бельгійській владі. В листопаді 1946 року страту замінили на довічне ув'язнення. В 1963 році звільнений. Спочатку працював перекладачем німецької компанії в Бельгії, потім переїхав в Нідерланди. Останні кілька років життя прожив у Бельгії.